# U-12 (1935)
U-12 — малая подводная лодка типа IIB, времён Второй мировой войны. Заказ на постройку был отдан 20 июля 1934 года. Лодка была заложена на верфи судостроительной компании Germaniawerft, Киль 20 мая 1935 года под заводским номером 546. Спущена на воду 11 сентября 1935 года. 30 сентября 1935 года принята на вооружение и, под командованием обер-лейтенанта Вернера фон Шмидта вошла в состав 3-й флотилии.

## История службы
Совершила два боевых похода, успехов не имела. Погибла на мине 8 октября 1939 года в проливе Ла-Манш, недалеко от Дувра.

### Первый поход
25 августа 1939 года U-12 вышла из Вильгельмсхафена в патруль в Северное море, имея приказ наблюдать за морскими перевозками. За 16 дней похода были замечены только свои U-boat, и 9 сентября лодка благополучно пришла в Киль.

### Второй поход и судьба
23 сентября 1939 года U-12 вновь вышла из Вильгельмсхафена для операций в проливе Ла-Манш, однако 8 октября подорвалась на мине в Па-де-Кале; минное поле было выставлено минными заградителями «Эдвенчер», «Шеппертон» и «Хэмптон».
Все 27 членов экипажа погибли. Тело командира капитан-лейтенанта Дитриха фон дер Роппа было вынесено волнами на французское побережье около Дюнкерка 29 октября 1939 года.
Точное местонахождение лодки на дне неизвестно до сих пор, однако предположительно останки покоятся в районе с координатами 51°10′ с. ш. 01°30′ в. д..
В 2002 году немецким правительством было предложено обозначить место гибели как попадающее под статьи Акта о защите военных захоронений 1986 года. Само судно было названо мемориалом всем погибшим в водах Великобритании.

## Командиры
- 30 сентября 1935 года — 1 октября 1937 года — обер-лейтенант цур зее (с 1 апреля 1936 года капитан-лейтенант) Вернер фон Шмидт (нем. Oberleutnant zur See Werner von Schmidt)
- декабрь 1936 года — 1 октября 1937 года — Ганс Паукштатт (нем. Hans Pauckstadt);
- 1 октября 1937 года — 8 октября 1939 года — обер-лейтенант цур зее (с 1 августа 1938 года капитан-лейтенант) Дитрих фон дер Ропп (нем. Oberleutnant zur See Dietrich von der Ropp)

## Флотилии
- 30 сентября 1935 года — 8 октября 1939 года — 3-я флотилия